# Cù Mai Công
Cù Mai Công (sinh ngày 7 tháng 8 năm 1962) là nhà báo người Việt Nam và là võ sư Chưởng môn của Karate Shorin-ryu Việt Nam đời thứ 4. 

## Tiểu sử
Cù Mai Công sinh ngày 7 tháng 8 năm 1962 tại xã Tân Sơn Hòa, quận Tân Bình, tỉnh Gia Định, là con của ông Cù Tuấn Tú, nguyên quán tổng Duyên Mậu, huyện Yên Khánh, tỉnh Ninh Bình, và bà Nguyễn Thị Hường, nguyên quán thôn Bồng Hải, xã Khánh Thiện, huyện Yên Khánh, tỉnh Ninh Bình, thuộc giáo họ Phong An, giáo xứ Nam Biên, giáo phận Phát Diệm. Năm 1954, cha mẹ ông cùng với họ hàng bên ngoại đã di cư vào Nam và ở tại giáo xứ Long Định II, tỉnh Định Tường, thuộc giáo phận Mỹ Tho. Tuy vậy, cha của ông đã mua nhà ở trên đường Thoại Ngọc Hầu (nay là Phạm Văn Hai), xã Tân Sơn Hòa để làm nơi để hàng từ Định Tường lên Sài Gòn bán, sau đó chuyển về ở hẳn và sinh ông ở đây. Khi đã hạ sinh ông ở Bệnh viện Hùng Vương, Sài Gòn, cha mẹ đưa ông về quê ngoại Định Tường để làm giấy khai sanh, nên trong giấy tờ vẫn ghi ông sinh ở xã Hưng Thạnh Mỹ, quận Bến Tranh, Định Tường. Ông được rửa tội tại nhà thờ Vinh Sơn - Ông Tạ (Vinh Sơn 3), mang tên Thánh là Giuse, và chịu phép thêm sức tại nhà thờ Tân Chí Linh, bởi tay Tổng Giám mục Phaolô Nguyễn Văn Bình.
Thuở nhỏ, ông học lớp năm, lớp tư (tương đương lớp 1, lớp 2 hiện nay) tại trường tiểu học Vinh Sơn của đền thánh Vinh Sơn (năm 1973 lên giáo xứ Vinh Sơn), thuộc giáo xứ Tân Chí Linh - Ông Tạ, do các sơ Dòng Nữ Đa Minh điều hành. Cuối năm lớp tư (tức lớp 2 hiện nay), ông bị nám phổi, chuyển sang suyễn nặng, phải nghỉ học mấy tháng. Khi bệnh thuyên giảm, xin học lại, các sơ e ngại không theo kịp chúng bạn nên hẹn năm sau. Vì sợ học lỡ tuổi nên mẹ ông gửi ông sang Tân Chí Linh, xin học xong lớp tư, rồi lên học lớp ba (lớp 3 hiện nay) tại trường Chúa Cứu Thế, do linh mục chánh xứ Giuse Maria Đinh Bình Định mới thành lập. 
Năm 1971, ông được gửi vào học lớp 4, lớp 5 (tức lớp 4, lớp 5 hiện nay, vì sau này khi sắp xếp lại các lớp tiểu học, thì chính quyền theo thứ tự 1-2-3-4-5, thay vì ngược lại như trước đó), tại Trường Trung tiểu học Mai Khôi, do Dòng Con Đức Mẹ Mân Côi Chí Hòa quản lý (nay là Trường Tiểu học Bành Văn Trân, quận Tân Bình). 
Năm 1973, ông thi đậu vào lớp sáu (hạng 12/hơn 3.000 thí sinh dự thi) Trường Trung học Tân Bình, sau đổi là Nguyễn Thượng Hiền, ban sinh ngữ Pháp. Học được hai năm thì nước nhà thống nhất, trường Nguyễn Thượng Hiền trở thành trường cấp III, ông khi ấy đang học lớp 7 được chuyển về học tại Trường Cấp II Ngô Sĩ Liên (trước 1975 là trường Tân Sơn Hòa). Năm 1977, ông thi đậu và quay trở lại học tại ban Toán của Trường Trung học phổ thông Nguyễn Thượng Hiền.
Ngay từ nhỏ Cù Mai Công đã làm thơ, viết văn. Từ năm 1977 đến năm 1978, Cù Mai Công đã đạt được 05 giải thơ của báo Thiếu niên Tiền Phong, báo Tin Sáng, Trại hè thiếu nhi Thành phố Hồ Chí Minh ở Vũng Tàu... Được giới thiệu chùm thơ trên báo Khăn Quàng Đỏ năm 1977 và đăng thơ trên trang 1 báo Nhân Dân ngày 1 tháng 6 năm 1979.
Năm 1980, ông thi vào khối sử tại Đại học Sư phạm Thành phố Hồ Chí Minh. Đậu đại học, do điểm văn cao hơn điểm sử, nhà trường đã chuyển ông sang học khoa Ngữ văn. Năm thứ 2, ông thủ khoa toàn khối 4 lớp. Ông có thời gian thực tập tại Trường Trung học phổ thông Nguyễn Hữu Cầu, huyện Hóc Môn, niên khóa 1982-1983 và Trường Trung học phổ thông Marie Curie, niên khóa 1983-1984. Giáo viên hướng dẫn ông ở Trường Trung học phổ thông Marie Curie là cô Kim Chi, vợ trước nhà thơ, nhà phê bình văn học Trần Mạnh Hảo.
Năm 1984, Cù Mai Công tốt nghiệp khoa Ngữ văn Đại học Sư phạm Thành phố Hồ Chí Minh với số điểm hạng 4/gần 200 sinh viên khóa học 1980-1984.

## Sự nghiệp

### Võ thuật
Cù Mai Công bắt đầu học Karate Shorin-ryu Việt Nam từ năm 1973, ở võ đường Phú Sĩ 4 trên đường Huỳnh Quang Tiên (nay là Đặng Văn Ngữ, quận Phú Nhuận) với võ sư Đào Thu Thủy, nhưng ông chỉ học hơn nửa năm, đến đai vàng thì nghỉ. Năm 1979, ông học trở lại môn phái này ở Nhà văn hóa Thanh niên TP.HCM, và học với chưởng môn đời thứ 3 Huỳnh Văn Hiệp của môn võ 
Đến năm 1983, ông lên đai đen, rồi đai nhất đẳng Karate Shorin-ryu Việt Nam năm 1984, nhị đẳng Karate Shorin-ryu Việt Nam 1986, tam đẳng Karatedo Shotokan của Hội Karatédo TP.HCM 1988. Cũng trong năm 1988, lúc mới 26 tuổi, ông là thư ký Ban chấp hành Hội Karate-do TP.HCM gồm ba người; ông Nguyễn Văn Ái là chủ tịch và ông Vĩnh Tuy là phó chủ tịch. 
Năm 1989, ông nhận tam đẳng Karate Shorin Ryu Việt Nam, rồi tứ đẳng Karate Shorin-ryu Việt Nam 2004. Ông nhận ngũ đẳng hệ thống Tổng đàn Quốc tế Seiyo no Shorin-Ryu Karate Kobudo Kai vào năm 2008.
Ngày 11 tháng 1 năm 2011, Võ sư Công nhận bằng lục đẳng  ISKKF. Năm 2018, nhận thất đẳng ISKKF (International Shorin-ryu Karate Kobudo Federation - Liên đoàn Shorin-ryu Karate Kobudo Quốc tế). Trước đó, võ sư Cù Mai Công đã trở thành quyền Chưởng môn Karate Shorin-ryu Việt Nam vào tháng 3 năm 1987, khi đó ông mới 25 tuổi, chưởng môn võ thuật trẻ nhất cả nước lúc đó 
Ngày 1 tháng 8 năm 2017, Võ sư Cù Mai Công nhận chu sa đai danh dự Vịnh Xuân chính thống phái do đích thân đại sư Nam Anh, chưởng môn đời thứ 6 Vịnh Xuân chính thống phái trao. Việc trao đai chu sa này thực hiện sau một cuộc họp đột xuất, với sự thống nhất của toàn bộ lãnh đạo các võ đường trên thế giới của môn phái Vịnh Xuân chính thống.
Từ 1979 đến 2021, 42 năm, võ sư Cù Mai Công đã tham gia tập luyện và phụ trách đào tạo hơn 5.000 võ sinh bộ môn Karatedo của Nhà Văn Hóa Thanh Niên Thành phố Hồ Chí Minh với hơn 100 khóa (mỗi khóa từ 3 đến 6 tháng).
Võ sư Cù Mai Công là đại diện chính thức của ISKKF ở Việt Nam từ danh hiệu Renshi (錬士) 6 đẳng (năm 2011) lên Kyoshi (教士) 7 đẳng (2019). Ông là võ sư Chưởng môn đời thứ tư của Karate Shorin-ryu Việt Nam hiện nay và có quyền là một thành phần ký xác nhận của Shorin Việt Nam trong đào tạo, kiểm tra, phong đến 5 đẳng cùng phong danh hiệu đến Renshi (錬士) 5 đẳng trong hệ thống bằng của hệ thống ISKKF - có giá trị quốc tế.
Ngày 30 tháng 3 năm 2023, Liên đoàn Võ thuật Budokan thế giới ISKKF cũng ký quyết định công nhận võ sư Cù Mai Công, danh hiệu Kyoshi 7 đẳng là "thành viên trọn đời" của mình. 
Ngày 23 tháng 5 năm 2023, qua đề xuất của võ sư Ngô Quang Thành (người Việt Nam đầu tiên nhận danh hiệu cao nhất Karate thế giới, từ 30 tháng 3 năm 2023, Hanshi thập đẳng (10 đẳng), Liên đoàn Shorin-ryu Karate Kobudo Quốc tế ISKKF ra quyết định công nhận danh hiệu Shihan bát đẳng huyền đai (đai đen 8 đẳng) cho ông. Cho đến lúc này, ông là võ sư nhận đẳng Karate cao nhất ở Sài Gòn - Thành phố Hồ Chí Minh do một tổng đàn Karate quốc tế cấp, kể từ khi môn Karate được du nhập và huấn luyện chính thức ở Sài Gòn, Việt Nam (đầu thập niên 1950). 
Đồng thời, lúc này ông cũng được Liên đoàn Shorin-ryu Karate Kobudo Quốc tế ISKKF xác nhận là đại võ sư (grandmaster) và có quyền là một thành phần ký xác nhận của Shorin Việt Nam trong đào tạo, kiểm tra, phong đến 6 đẳng cùng phong danh hiệu đến Renshi (錬士) 6 đẳng trong hệ thống bằng của hệ thống ISKKF - có giá trị quốc tế.
Ngày 12-7-2024,  Liên đoàn Karate Quốc tế - Shotokan - Shorin Ryu - KABUDO (International Karate Federation - Shotokan - Shorin Ryu - KABUDO - IKSSKF) có trụ sở ở Mỹ và có thành viên ở hơn 60 nước trên thế giới đã ký xác nhận ông là thành viên chính thức với chức danh đại võ sư (grandmaster) Karate Shorin-ryu Việt Nam. 

### Nghề báo
Sau khi tốt nghiệp, Khoa Ngữ văn Đại học Sư phạm Thành phố Hồ Chí Minh có gợi ý giữ lại nghiên cứu, giảng dạy Ngôn ngữ, Văn phương Tây, Văn Việt Nam nhưng ông lại theo nghề làm báo, chính thức từ 1985.
Khi làm báo Khăn Quàng Đỏ, ông phụ trách mảng Đội, phong trào thiếu nhi cùng Nguyễn Thị Lương Ngọc (Chín Thảo), sáng lập và phụ trách Câu lạc bộ Phóng Viên Nhí năm 1987, sau trở thành mô hình "phóng viên báo Đội" trong cả nước.
Năm 1988, ông là một trong bốn thành viên sáng lập, đặt tên tờ Mực Tím: Nguyễn Thị Lương Ngọc, Cù Mai Công, Lê Việt Nga (con nhà thơ Lê Giang), Việt Tiến. Vài tháng sau, Việt Tiến chuyển sang làm Khăn Quàng Đỏ. Sau đó ít lâu, Lê Việt Nga mất. Tờ Mực Tím từ 1989 - 1991 chỉ còn Nguyễn Thị Lương Ngọc, Cù Mai Công tổ chức, thực hiện. Số đầu tiên tháng 11-1988 chỉ in 10.000 số, ba năm sau, năm 1991 lên 75.000 số/kỳ. Năm 1993, lên 105.000 số/kỳ, hàng thứ hai cả nước về số lượng in một kỳ báo lúc đó, chỉ sau báo Tuổi Trẻ (110.000 số/kỳ).
Ngày 1 tháng 6 năm 1993, ông chuyển công tác về báo Tuổi Trẻ cho tới ngày 1 tháng 6 năm 2023 thì nghỉ hưu. Đã có vài tờ báo, nhà xuất bản mời về làm việc nhưng ông từ chối để "được là chính mình".
Từ 1985 đến nay, ông làm phóng viên, biên tập viên, thư ký tòa soạn cho các tòa báo: Khăn Quàng Đỏ, Mực Tím, Tuổi Trẻ, Tuổi Trẻ Cười, Tuổi Trẻ Online. Ông phản ánh, ghi nhận những hoạt động phong trào của Đoàn, Đội, Hội và lối sống của giới trẻ, đặc biệt sinh hoạt của giới trẻ Sài Gòn trong đêm.
Hai lĩnh vực trong nghề báo mà Cù Mai Công được độc giả biết đến nhiều nhất là khi ông cho ra mắt, phụ trách nhân vật "Anh Cỏ Cú" tại báo Mực Tím từ số 1 đến số 89 (tháng 11 năm 1988 đến tháng 5 năm 1993) và thực hiện gần 200 bài viết, phóng sự về cuộc sống đêm của giới trẻ tại Thành phố Hồ Chí Minh trong 10 năm, 1994-2004.
Từ những hoạt động tích cực trong nghề báo, năm 2005, Cù Mai Công đã được bình chọn là một trong 30 "Gương mặt trẻ của thành phố 30 năm" (1975-2005) tại Đại hội Thanh niên tiên tiến Thành phố Hồ Chí Minh qua 200.000 phiếu bình chọn.

## Tác phẩm
- Sài Gòn By Night - Những hồi chuông cảnh báo từ màn đêm tập 1 - 1997, tác giả Cù Mai Công, thể loại: Khoa học xã hội, Nhà xuất bản Trẻ xuất bản tháng 12 năm 1997.
- Sài Gòn By Night - Những hồi chuông cảnh báo từ màn đêm tập 2 - tác giả Cù Mai Công, thể loại: Khoa học xã hội, Nhà xuất bản Trẻ xuất bản tháng 12 năm 1998.
- Sài Gòn By Night - Những hồi chuông cảnh báo từ màn đêm tập 3, tác giả Cù Mai Công, thể loại: Khoa học xã hội, Nhà xuất bản Trẻ xuất bản tháng 12 năm 1999.
- Sài Gòn By Night Thời Xuyên Thế Kỷ (2000-2001), tác giả Cù Mai Công, Thể loại: Khoa học xã hội, Nhà xuất bản Trẻ xuất bản tháng 7 năm 2001
- Sài Gòn By Night Năm 2001, tác giả Cù Mai Công, Thể loại: Khoa học xã hội, Nhà xuất bản Trẻ xuất bản tháng 12 năm 2001
- Sài Gòn By Night Năm 2002 Nửa Mùa Trước Gió, tác giả Cù Mai Công, Thể loại: Khoa học xã hội, Nhà xuất bản Trẻ xuất bản tháng 12 năm 2002.
- Tuổi Mực Tím Sài Gòn,  - tác giả Cù Mai Công - Thể loại: Khoa học xã hội, Nhà xuất bản Trẻ xuất bản tháng 3 năm 2000.
- Sài Gòn một thuở "Dân Ông Tạ đó!",  tác giả Cù Mai Công, Nhà xuất bản Trẻ xuất bản tháng 2 năm 2021.
- Gia Định là nhớ, Sài Gòn là thương,  tác giả Cù Mai Công, Nhà xuất bản Tổng Hợp và First News - Trí Việt xuất bản tháng 11 năm 2022.
- Sài Gòn một thuở "Dân Ông Tạ đó!" tập 2, tác giả Cù Mai Công, Nhà xuất bản Tổng Hợp và First News - Trí Việt xuất bản tháng 1 năm 2023.
- Gia Định là nhớ, Sài Gòn là thương 2, tác giả Cù Mai Công, Nhà xuất bản Tổng Hợp và First News - Trí Việt xuất bản tháng 12 năm 2023.
- Sài Gòn một thuở "Dân Ông Tạ đó!" tập 3, tác giả Cù Mai Công, Nhà xuất bản Tổng Hợp và First News - Trí Việt xuất bản tháng 1 năm 2024.
- Sài Gòn một thuở "Dân Ông Tạ đó!" tập 1 (bản bổ sung, chỉnh sửa hơn 13.000 chữ so với hai lần in trước), tác giả Cù Mai Công, Nhà xuất bản Tổng Hợp và First News - Trí Việt xuất bản quý 1 năm 2024.

## Đánh giá
- | “ | Chợt ngẫm ra một điều đầu tiên rằng: nơi nào anh cũng đặt chân đến, cũng tò mò và tìm xem điều gì đang diễn ra mỗi ngày chung quanh cuộc sống chúng ta. Saigon by night - tập sách của một phóng viên năng nổ, một thanh niên tử tế và một người con ngoan: "Tặng cho mẹ tôi - người chờ cửa tôi hàng đêm", lời mở đầu sách của Cù Mai Công như vậy đó - Nhị Hoàng (nhạc sĩ Tuấn Khanh)_ Báo Người Lao Động - Ngày 3 tháng 1 năm 1998. | ” |
- | “ | Trẻ trung, độc đáo và huyền bí, đó là Sài Gòn by night. Phần lớn những phóng sự trong tác phẩm này đều hướng về những vấn đề thời sự và nóng bỏng: "Ai mua heroin, tôi bán heroin cho", "Những tay đấm trẻ trong đêm", "Chơi đầu màu", "Dân chơi đêm thanh lịch", "Cao 120 mét so với mặt đất"...Lấy nhân vật trung tâm là những người trẻ tuổi, Sài Gòn by night hấp dẫn bạn đọc bởi tính thời sự, vẻ bí hiểm của màn đêm, cái bạt mạng rất tay chơi và cả chất trẻ mạnh mẽ. Bên cạnh những mảng tối, Cù Mai Công cũng đã thể hiện cả những con người tốt, những con người bảo vệ, giữ gìn màn đêm hay dũng cảm thoát khỏi đêm để hội nhập lại với cuộc sống ngày..._ Báo Sinh Viên Việt Nam - Ngày 15 tháng 1 năm 1999. | ” |
- | “ | Cù Mai Công là một trong số những nhà báo có tác phẩm được các thầy cô giảng dạy bộ môn báo chí chọn để giới thiệu với Sinh viên_Theo Báo Tuổi Trẻ | ” |

## Giải thưởng
- Năm 1996: Huy chương “Vì Thế hệ Trẻ”, Trung ương Đoàn.
- Từ năm 1997 – 2005: 10 giải thưởng báo chí (Nhất, Nhì, Ba…) của Hội Nhà Báo VN, Hội Nhà Báo TPHCM, Trung ương Đoàn.
- Huy chương “Vì sự nghiệp báo chí” năm 2004[1]
- Giải A Báo chí Quốc gia năm 2005 trong tuyến bài "Mãi mãi tuổi 20" của báo Tuổi Trẻ.
- Huy hiệu Thành phố Hồ Chí Minh.